# Altreu
Altreu ist eine zur politischen Gemeinde Selzach gehörende Ortschaft im Bezirk Lebern des Kantons Solothurn in der Schweiz.

## Geographie
Altreu liegt auf 429 m ü. M., 7 km westsüdwestlich des Kantonshauptortes Solothurn (Luftlinie). Das Dorf erstreckt sich am nördlichen Ufer der Aare und am Zusammenfluss von Haagbach und Selzacherbach, kurz vor der Mündung in die Aare. Es befindet sich in der Selzacherwiti, der hier fast 3 km breiten Aareniederung im westlichen Solothurner Mittelland. Die Witischutzzone erstreckt sich westlich und östlich von Altreu.

## Wirtschaft
Da Altreu in der landwirtschaftlich stark genutzten Aareebene liegt, leben noch heute viele Bewohner von der Landwirtschaft. Am nördlichen Ortsrand befindet sich ein grösserer Betrieb für Zerspanungstechnik. Etliche Dorfbewohner pendeln in die nahe gelegenen Städte Solothurn und Grenchen zur Arbeit.

## Freizeit
Altreu ist ein Ausflugsziel für Wanderungen und Velotouren entlang des gewundenen Flusslaufs der Aare. Es ist auch über die Schweizer Grenzen hinaus durch seine Storchenansiedlungsversuche bekannt. Die erste Storchensiedlung wurde 1948 gegründet; 2008 wurde der Ort als Europäisches Storchendorf ausgezeichnet. In Altreu besteht ein Zeltplatz.

## Verkehr
Das Dorf liegt abseits der grösseren Durchgangsstrassen, ist aber von Selzach leicht erreichbar. Altreu besitzt einen Anschluss an das Bus-Verkehrsnetz ab Bahnhof Grenchen. Der Bahnhof Selzach an der Linie Solothurn-Biel befindet sich etwa 1 km vom Ortskern entfernt. Die Aare kann saisonal mit der Fähre Altreu–Leuzigen überquert werden. Personenschiffe der Bielersee-Schifffahrts-Gesellschaft verbinden Altreu saisonal mehrmals täglich mit Biel und Solothurn.

## Geschichte
Die erste urkundliche Erwähnung des Ortes erfolgte 1280 unter dem Namen Altrua; von 1330 ist die Bezeichnung Altrüwe überliefert. Etwa um 1260 gründeten die Grafen von Neuenburg-Strassberg das mittelalterliche Städtchen Altreu, das durch Mauern, Gräben und eine Burg befestigt wurde. Damals wurde auch eine hölzerne Brücke über die Aare errichtet. Das Städtchen wies einen Grundriss von rund 120 × 180 m auf. Es gehörte zunächst zur Herrschaft Strassberg. Als sich der nördlich der Aare gelegene Teil dieser Herrschaft 1309 loslöste, wurde es zum Mittelpunkt der neuen Herrschaft Altreu, zu der auch Selzach, Bettlach und der westliche Teil von Lommiswil gehörten. Im Jahr 1340 kam die Herrschaft Altreu durch Kauf an die Grafen von Neuenburg-Nidau.
Das während etwas mehr als einem Jahrhundert bestehende Städtchen Altreu wurde 1375 von den Guglern zerstört, die auch die Aarebrücke in Brand setzten. In der Folge wurde es nicht mehr wieder aufgebaut, weil die Aare durch Erosion und Flusslaufverlagerungen das Stadtgebiet im Lauf der Zeit immer mehr bedrohte. Die Herrschaft Altreu hatte aber weiterhin Bestand und wurde 1377 vom Solothurner Bürger Rudolf Sefrid von Erlach erworben. 1389 gelangte sie unter die direkte Verwaltung der Stadt Solothurn und wurde 1393 der Vogtei Lebern zugeordnet.
Im Bereich des ehemaligen Städtchens bildete sich ein Weiler, der stets zum Nachbarort Selzach gehörte, aber bis 1831 eine gewisse Autonomie besass. Nach dem Zusammenbruch des Ancien Régime (1798) gehörte Altreu während der Helvetik zum Verwaltungsbezirk Solothurn und ab 1803 zum Bezirk Lebern.

## Sehenswürdigkeiten
Die Kapelle Mariahilf wurde 1819 errichtet und 1973 letztmals renoviert.

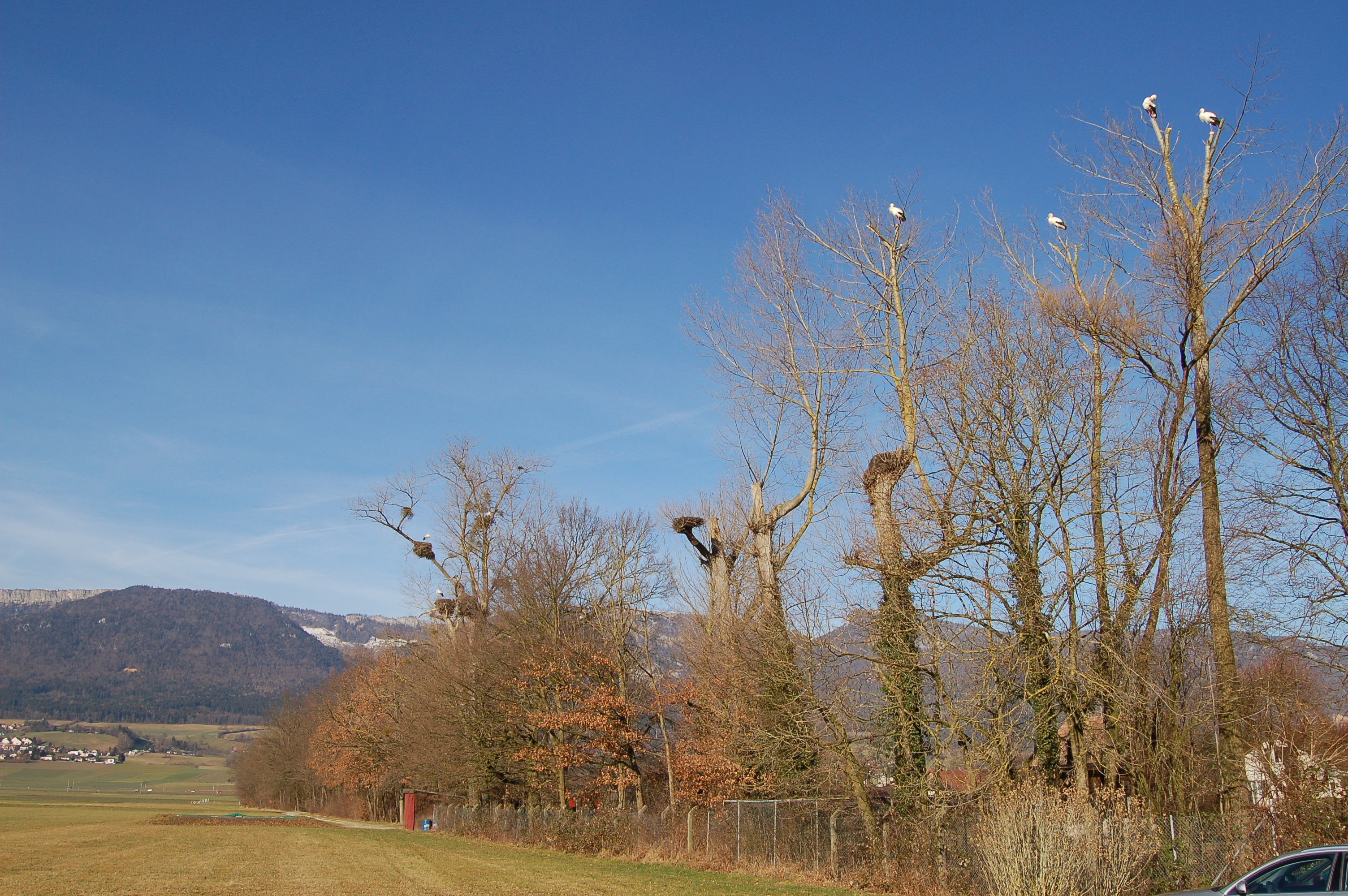
Störche bei Altreu
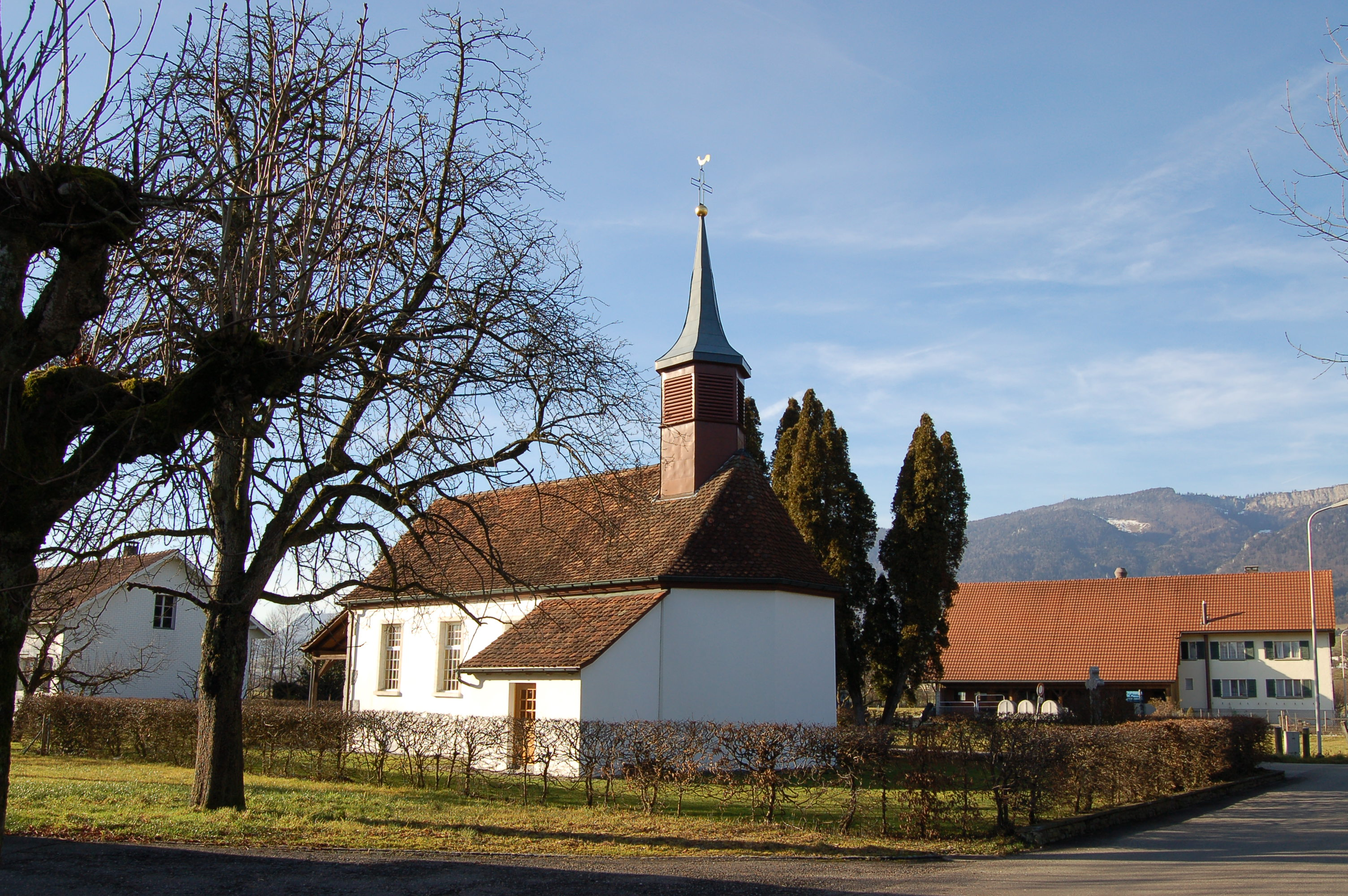
Kapelle Mariahilf
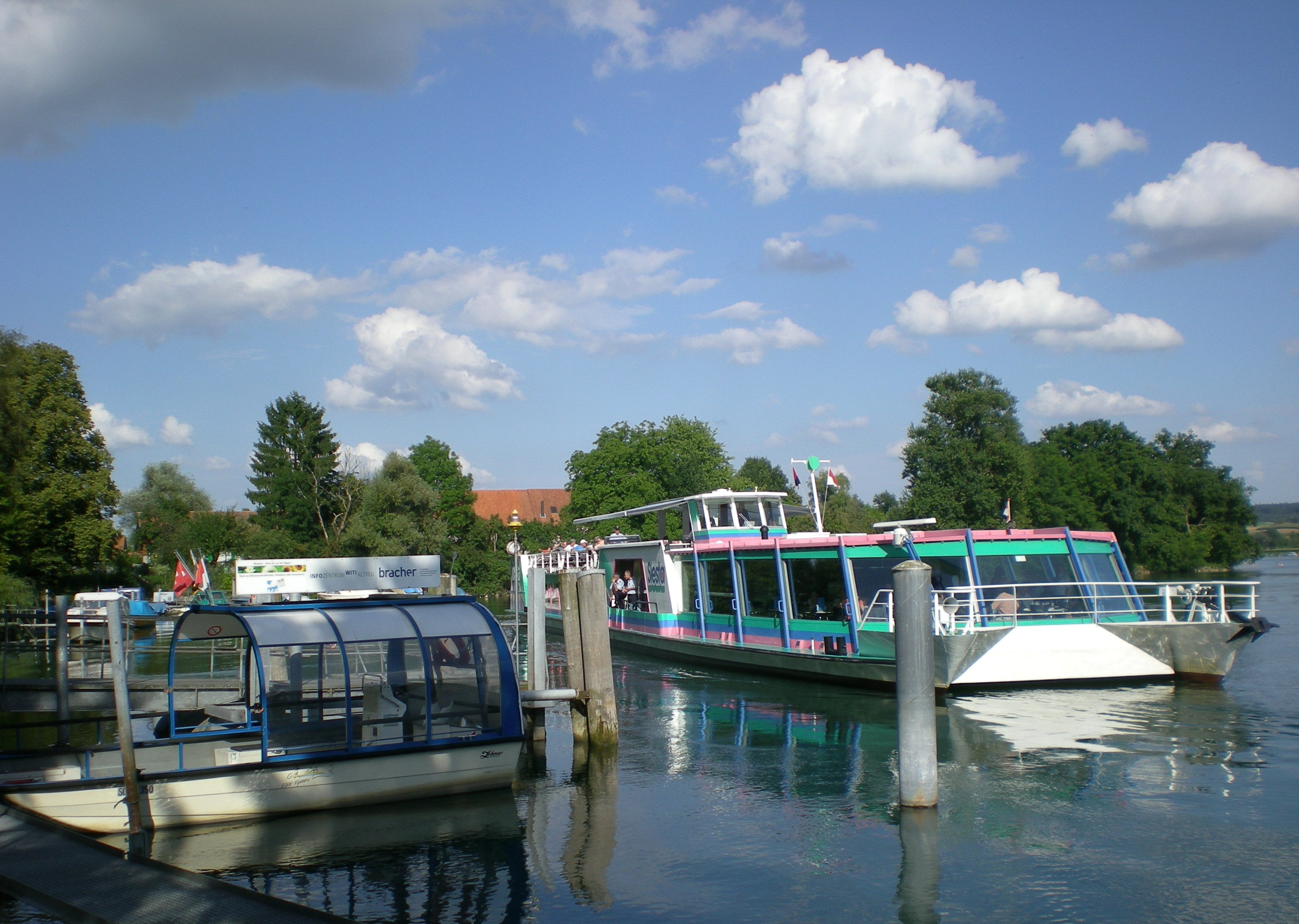
Motorschiff Siesta am Altreusteg
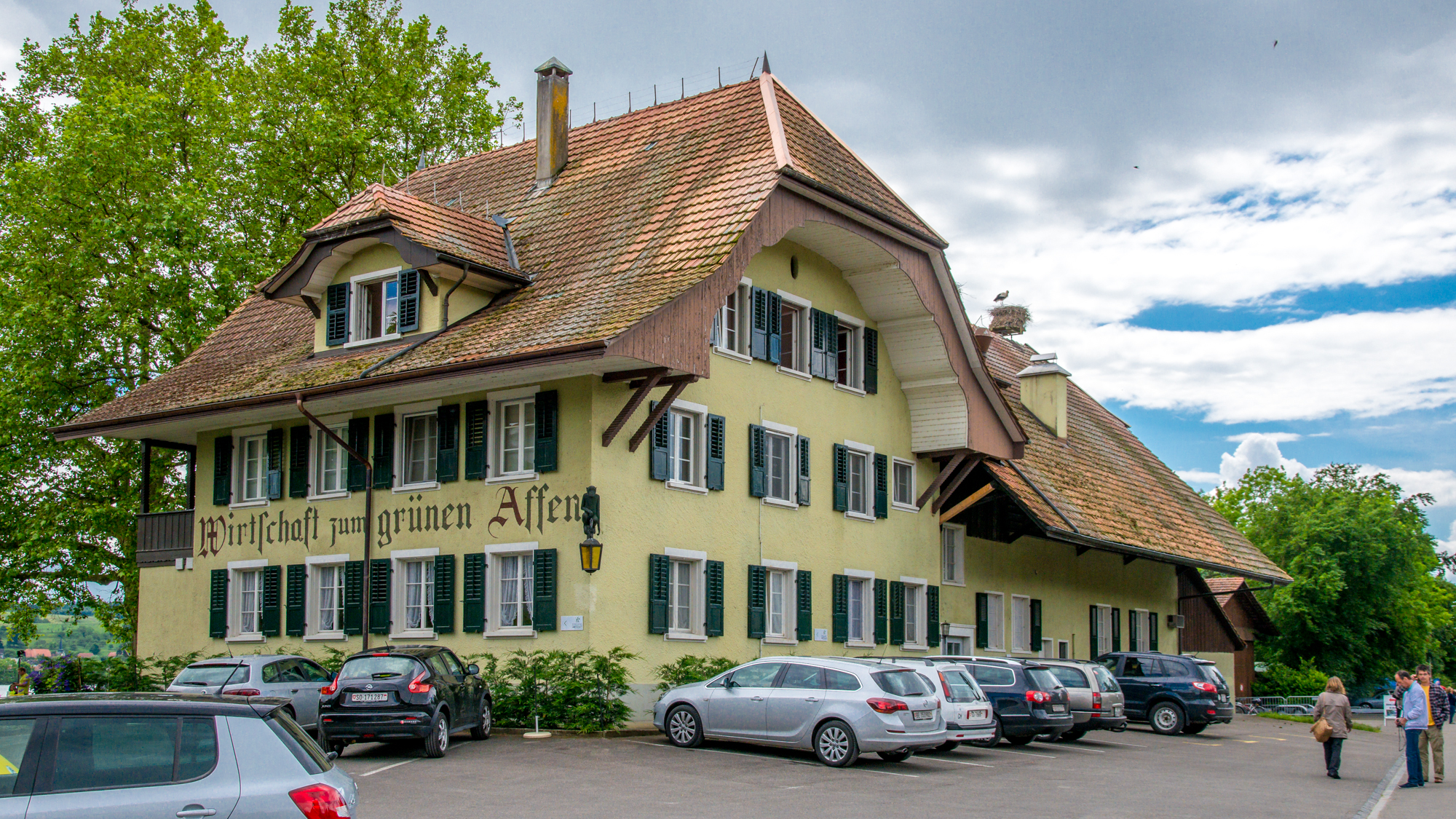
Restaurant zum grünen Affen
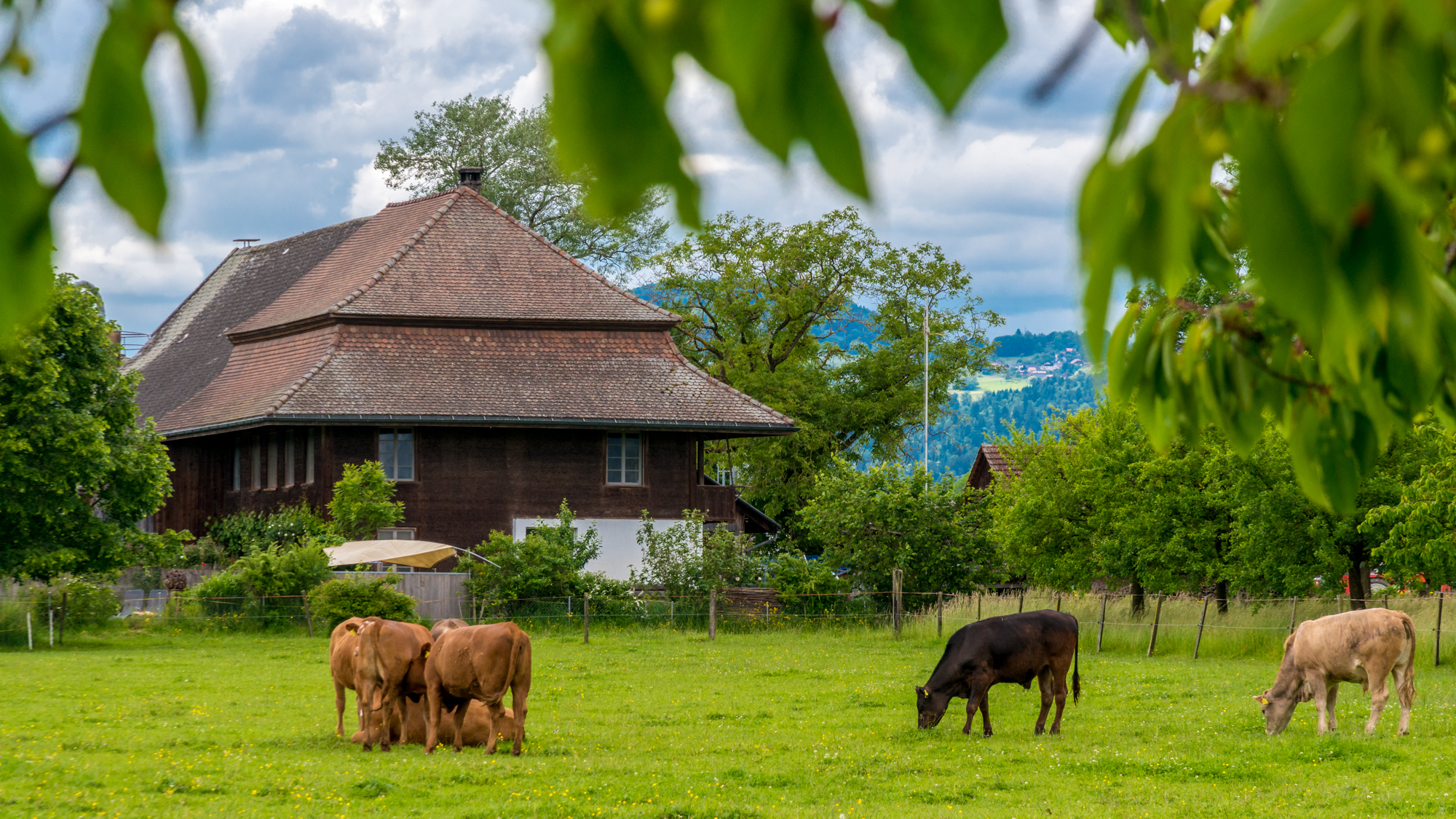
Ettershof
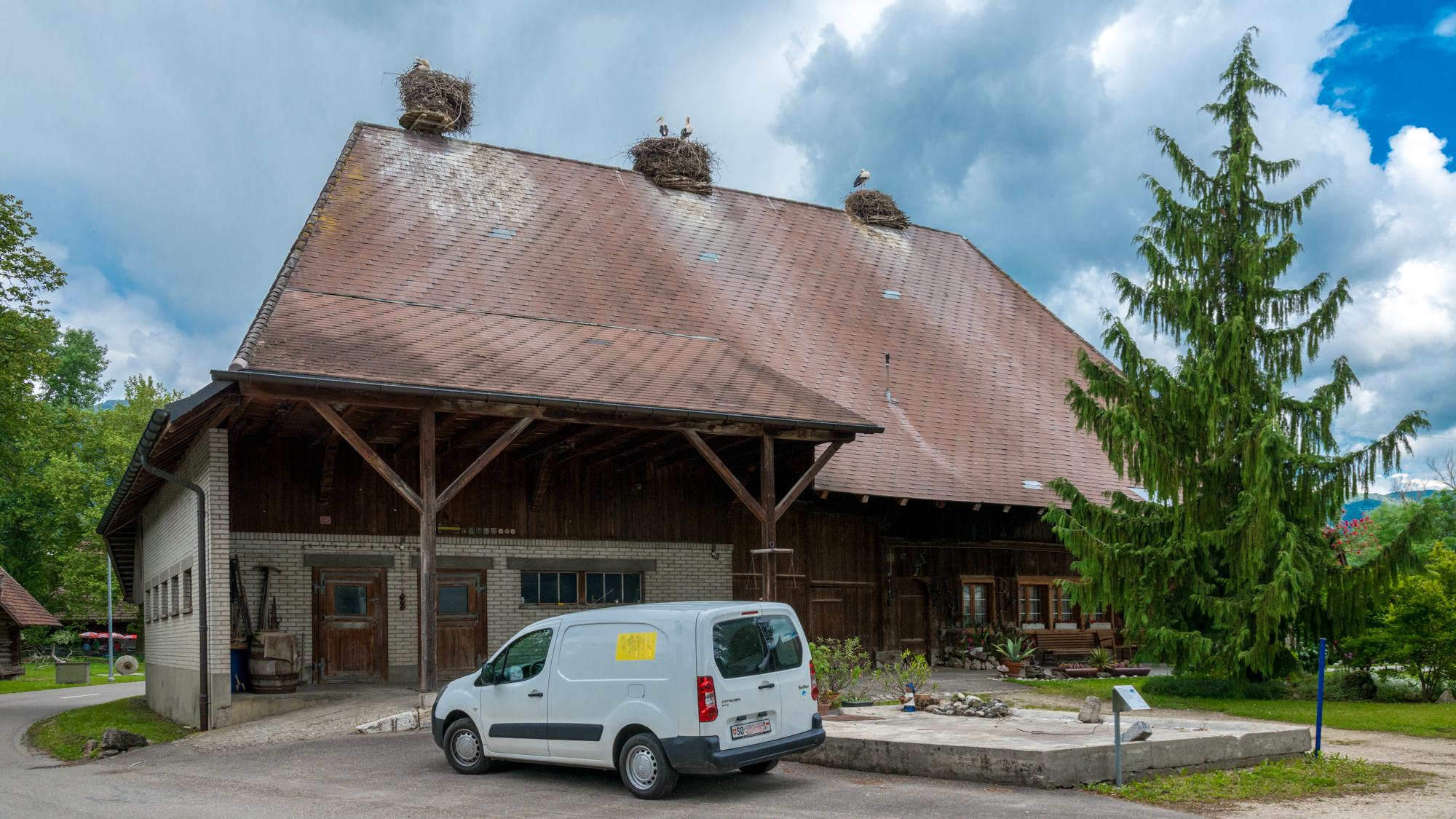
Bauernhaus
Aare-Inseli bei Altreu (1955)
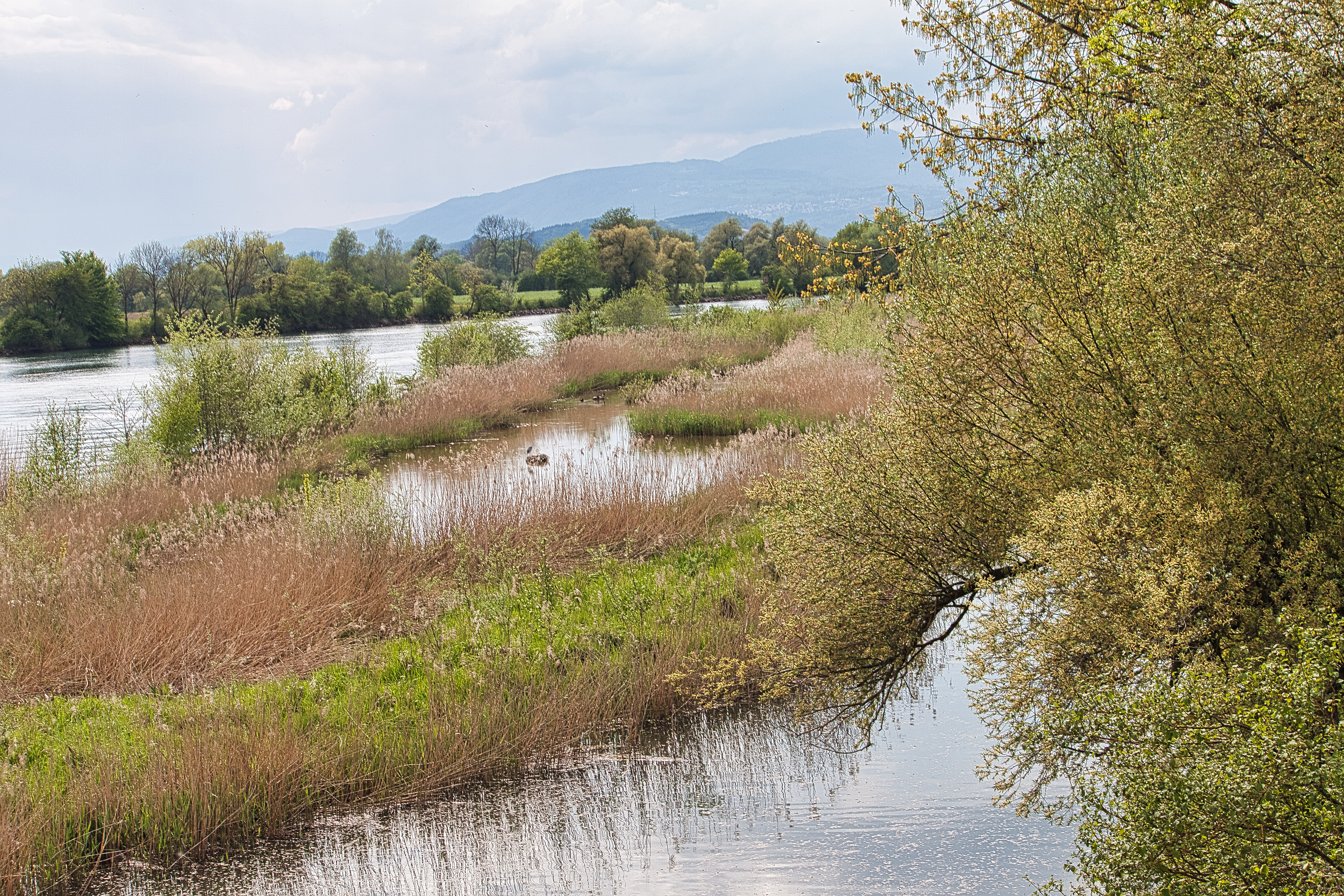
Naturschutzinseln beim Beobachtungsturm